# Rodrigo Vásquez Schröder
Rodrigo Rafael Vásquez Schröder (ur. 6 grudnia 1969) – chilijski szachista, arcymistrz od 2004 roku.

## Kariera szachowa
Pod koniec lat 80. XX wieku awansował do ścisłej czołówki chilijskich szachistów. Czterokrotnie (1989, 1992, 2004, 2009) zdobył tytuły indywidualnego mistrza kraju, czterokrotnie (1990, 1998, 2004, 2010) wystąpił na szachowych olimpiadach, a 1991 r. – na drużynowych mistrzostwach państw panamerykańskich. Dwukrotnie wziął udział w mistrzostwach świata rozgrywanych systemem pucharowym: w 2000 roku przegrał w I rundzie z Alexandre Lesiege, a w 2004 - również w I rundzie z Francisco Vallejo Ponsem. Rok następnym roku wystartował w Pucharze Świata, odpadając w I rundzie (po porażce z Jewgienijem Bariejewem).
W roku 2002 zwyciężył w kołowym turnieju w Santiago, sukces ten powtarzając w roku następnym. W 2004 triumfował (wraz ze Stuartem Conquestem) w otwartym turnieju w Calvii, w 2005 (wraz z Diego Floresem) w turnieju strefowym w Santiago de Chile, a w 2006 (wraz z Pablo Ricardim) w kolejnym turnieju rozegranym w tym mieście.
Najwyższy ranking w karierze osiągnął 1 stycznia 2005 r., z wynikiem 2561 punktów zajmował wówczas 1. miejsce wśród chilijskich szachistów.